# Distrikt Cayna
Der Distrikt Cayna liegt in der Provinz Ambo in der Region Huánuco in Zentral-Peru. Der Distrikt wurde am 2. Januar 1857 gegründet. Er hat eine Fläche von 157 km². Beim Zensus 2017 wurden 2648 Einwohner gezählt. Im Jahr 1993 lag die Einwohnerzahl bei 4272, im Jahr 2007 bei 3704. Sitz der Distriktverwaltung ist die 3316 m hoch gelegene Ortschaft Cayna mit 627 Einwohnern (Stand 2017). Cayna befindet sich 25,5 km südwestlich der Provinzhauptstadt Ambo.

## Geographische Lage
Der Distrikt Cayna liegt in der peruanischen Zentralkordillere im zentralen Westen der Provinz Ambo. Der Río Quio durchquert den Distrikt in südlicher Richtung und mündet im äußersten Süden in den Río Chacachinche. Im Südosten wird der Distrikt vom Río Huertas, einem linken Nebenfluss des Río Huallaga, begrenzt.
Der Distrikt Cayna grenzt im Westen an den Distrikt Colpas, im Nordwesten und im Norden an den Distrikt San Pedro de Chaulán (Provinz Huánuco), im Osten an den Distrikt Huácar, im Südosten an den Distrikt San Francisco sowie im Süden an den Distrikt Páucar (Provinz Daniel Alcides Carrión).

## Ortschaften
Im Distrikt gibt es neben dem Hauptort folgende größere Ortschaften:
- Quio (667 Einwohner)
- Utcush (208 Einwohner)